# Клейзавода
Клейзаво́да (рос. Клейзавода) — селище у складі Ленінськ-Кузнецького округу Кемеровської області, Росія.

## Населення
Населення — 329 осіб (2010; 419 у 2002).
Національний склад (станом на 2002 рік):
- росіяни — 94 %